# Långtjärnen (Los socken, Hälsingland, 684885-144753)
Långtjärnen är en sjö i Ljusdals kommun i Hälsingland och ingår i Ljusnans huvudavrinningsområde. Sjön har en area på 0,0478 kvadratkilometer och ligger 408,2 meter över havet.

## Delavrinningsområde
Långtjärnen ingår i det delavrinningsområde (684918-144616) som SMHI kallar för Ovan 684831-144865. Medelhöjden är 441 meter över havet och ytan är 13,93 kvadratkilometer. Det finns inga avrinningsområden uppströms utan avrinningsområdet är högsta punkten. Vattendraget som avvattnar avrinningsområdet har biflödesordning 3, vilket innebär att vattnet flödar genom totalt 3 vattendrag innan det når havet efter 193 kilometer. Avrinningsområdet består mestadels av skog (63 procent) och sankmarker (35 procent). Avrinningsområdet har 0,13 kvadratkilometer vattenytor vilket ger det en sjöprocent på 0,9 procent.